# Просмотр кода
Рецензирование кода, обзор кода, ревизия кода (англ. code review) или инспекция кода (англ. code inspection) — систематическая проверка исходного кода программы с целью обнаружения и исправления ошибок, которые остались незамеченными в начальной фазе разработки. Целью обзора является улучшение качества программного продукта и совершенствование навыков разработчика.
В процессе инспекции кода могут быть найдены и устранены такие проблемы, как ошибки в форматировании строк, состояние гонки, утечка памяти и переполнение буфера, что улучшает безопасность программного продукта.
Системы контроля версий дают возможность проведения совместной инспекции кода. Кроме того, существуют специальные инструментальные средства для совместной инспекции кода.
Программное обеспечение для автоматизированной инспекции кода упрощает задачу просмотра больших кусков кода, систематически сканируя его на предмет обнаружения наиболее известных уязвимостей.
Существует множество примеров, когда совместная инспекция кода улучшила программный проект:
- Blender — пакет для создания трёхмерной компьютерной графики, значительно улучшенный open-source сообществом;
- Ядро Linux, разработка которого была начата финским студентом Линусом Торвальдсом.